# Saint-Stail
Saint-Stail är en kommun i departementet Vosges i regionen Grand Est (tidigare regionen Lorraine) i nordöstra Frankrike. Kommunen ligger i kantonen Senones som tillhör arrondissementet Saint-Dié-des-Vosges. År 2022 hade Saint-Stail 72 invånare.

## Befolkningsutveckling
Antalet invånare i kommunen Saint-Stail
| Referens: INSEE |